# 森夏恩冰川
60°38′S 45°30′W / 60.633°S 45.500°W
森夏恩冰川（英語：Sunshine Glacier）是南極洲的冰川，位於南奧克尼群島的科羅內申島南岸，長6公里、寬3.7公里，最終注入冰山灣，現時由南極條約體系管理。